# Louis Geyer

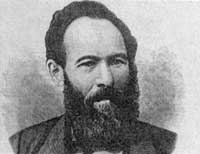
Louis Ferdinand Geyer

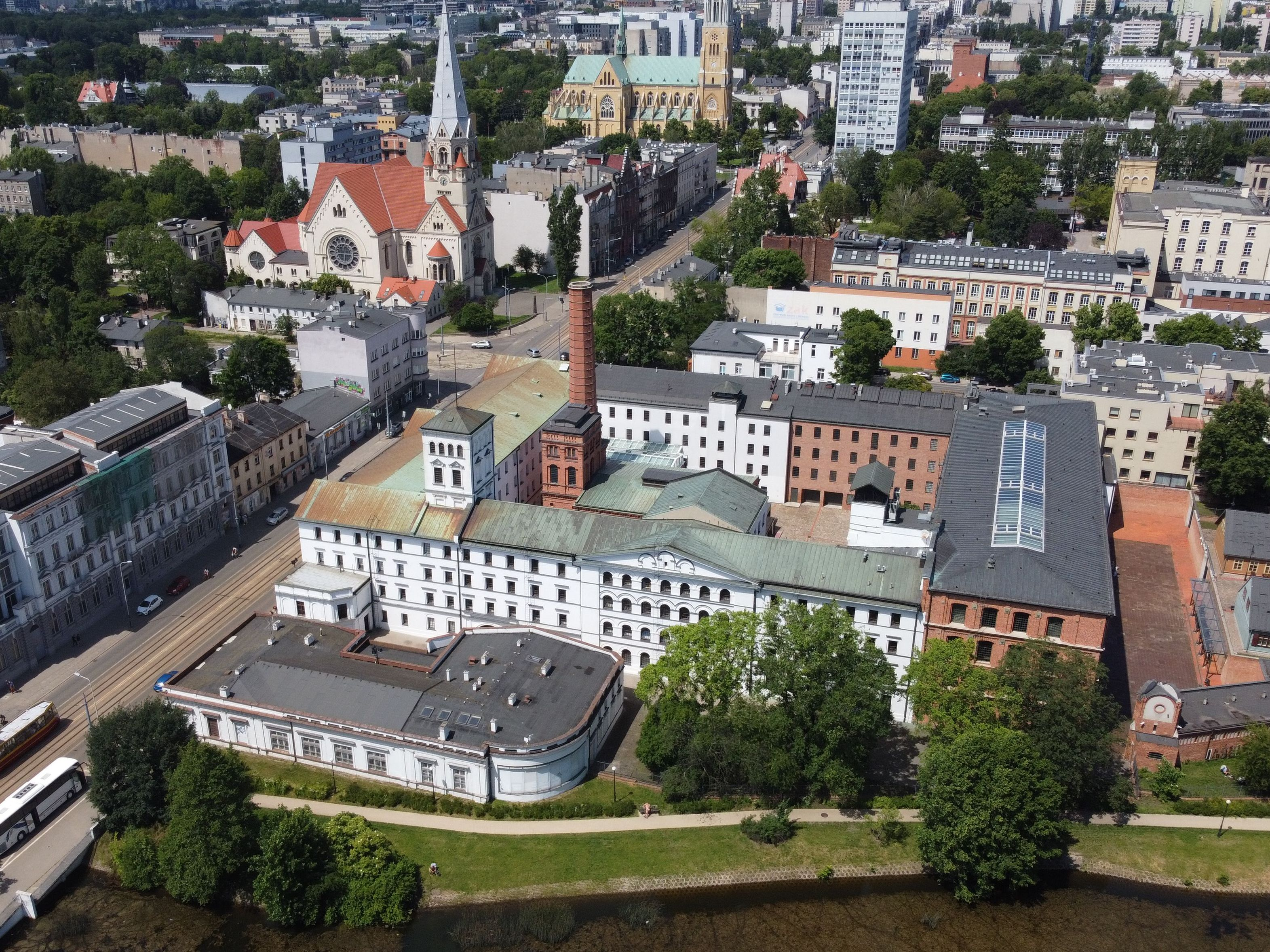
Geyers weiße Fabrik in Łódź (heute Industriedenkmal)

Louis Ferdinand Geyer (polnisch Ludwik Ferdynand Geyer, geboren am 7. Januar 1805 in Berlin; gestorben am 21. Oktober 1869 in Łódź) war ein deutsch-polnischer Industrieller. Er war einer der Pioniere der Textilindustrie in Łódź und in Polen. Er betrieb die erste Textilfabrik unter Einsatz von Dampfmaschinen im Königreich Polen. Geyer baute in Łódź eine der größten Textilfabriken Polens auf und belieferte primär den russischen Markt.

## Leben
Louis Ferdinand Geyer kam in Berlin als Sohn des Adam Christoph Geyer und der Sophie Charlotte Tietze zur Welt.
Er kam 1828 von Neugersdorf in Sachsen nach Kongresspolen, wo er sich zunächst in Kalisz, Warschau, Piotrków Trybunalski und Tschenstochau aufhielt, bevor er sich in Łódź niederließ. Mit ihm kamen seine Frau und seine Eltern. 1833 kaufte er in der Fabriksiedlung Łódka das Grundstück an der ul. Piotrkowska 282, wo er eine Spinnerei und eine Weberei einrichtete. 1840 erweiterte er seinen Besitz um die Grundstücke ul. Piotrkowska 303–315 und ul. Piotrkowska 287–310 und vergrößerte so seinen Betrieb.
In den Jahren 1835 bis 1837 errichtete Geyer in der ul. Piotrkowska 282–284 seine „weiße Fabrik“ (heute das Zentrale Textilmuseum). 1838 wurde hier die erste Dampfmaschine in einem polnischen Textilbetrieb aufgestellt.
Erhalten ist außerdem Geyers Wohnhaus, das Ludwig-Geyer-Palais in der ul. Piotrkowska 284–286.